# Distretto di Pauri Garhwal
Il distretto di Pauri Garhwal è un distretto dell'Uttarakhand, in India, di 696 851 abitanti. È situato nella divisione di Garhwal e il suo capoluogo è Pauri.